# 青木あすなろ建設
青木あすなろ建設（あおきあすなろけんせつ）は、日本の総合建設会社（ゼネコン）である。髙松コンストラクショングループの子会社。

## 概要
2004年（平成16年）4月、あすなろ建設と青木建設が合併し青木あすなろ建設が発足。2019年11月株式上場廃止。

## 事業所所在地
- 本社・東京本店 - 東京都港区芝4-8-2
- 大阪本店 - 大阪市北区大淀南1-4-15
- 北海道支店 - 札幌市中央区南1条東1-2-1
- 東北支店 - 仙台市太白区長町3-7-13
- 横浜支店 - 横浜市西区北幸1-11-5
- 名古屋支店 - 名古屋市中川区月島町6-1
- 北陸支店 - 新潟市中央区医学町通2番町10-1
- 神戸支店 - 神戸市中央区御幸通6-1-15
- 中四国支店 - 広島県広島市中区上幟町3-26
- 九州支店 - 福岡市博多区博多駅前1-19-3
- 技術研究所 - 茨城県つくば市要36

## 沿革

### 株式会社青木建設
- 1947年（昭和22年）5月 - 大阪にて資本金300万円・従業員38人で「ブルドーザー工事株式会社」設立。関西を地盤に宅地造成や海洋土木工事、並びに海外工事で成長した。
- 1948年（昭和23年）- 民間初の外国製ブルドーザを導入。
- 1957年（昭和32年）- 日本最初のハイウェイ「横浜バイパス道路」を受注。
- 1961年（昭和36年）10月 - 大阪証券取引所二部に上場。
- 1962年（昭和37年）7月 - 東京証券取引所二部に上場。
- 1964年（昭和39年）2月 - 東京、大阪両証券取引所の一部銘柄に指定される。
- 1966年（昭和41年）- 大型ダムを受注（喜撰山ダム、奥山ダム）。喜撰山ダムにおいて、初めてダム工事にコンピューターを導入。
- 1968年（昭和43年）- ガルフオイル社沖縄原油基地工事を受注し、海外工事に進出。
- 1969年（昭和44年）8月 - 株式会社青木建設へ社名変更。
- 1972年（昭和47年）5月 - 創業25周年。
- 1973年（昭和48年）5月 - 創業者・青木益次（旧・海軍経理学校教官で元海軍中佐）が、長男の青木宏悦に社長の座を譲る。宏悦は大蔵省出身で、佐藤栄作内閣で官房長官橋本登美三郎の秘書官を務めた際、副長官の竹下登と親密な関係を築いていた。そのため、当社は兜町筋から「竹下銘柄」と呼ばれた。
- 1976年（昭和51年）- 香港地下鉄アイランドラインMTR-109工区工事を受注。ブラジルにホテルをオープンする。
- 1977年（昭和52年）- パナマ・バカモンテ漁港建設工事を受注。
- 1978年（昭和53年）- 香港青山火力発電所建設第一期工事を受注。
- 1987年（昭和62年）- 日本企業として初めてパナマ運河補修工事を受注。
- 1988年（昭和63年）- 世界的ホテルチェーンのウェスティン・ホテルズ・アンド・リゾーツを1730億円で買収。
- 1989年（平成元年）- 青木宏悦が会長に、日本興業銀行OBの宮脇崇一が社長に就任。
- 1993年（平成5年）4月 - 茨城県つくば市に技術研究所を開設。同年5月 - 佐賀県有田町に有田ポーセリンパークを開設。
- 1995年（平成7年）- 香港地下鉄MTR-501工区（香港駅建設）工事及び広州地下鉄1号線工事（中国・広州市）を受注。
- 1996年（平成8年）6月 - 宮脇崇一が辞任、建設省OBの矢野洋一郎が社長に就任。
- 1997年（平成9年）
  - 関西新空港の埋立工事の受注に成功する。
  - 5月 - 創業50周年。
- 1999年（平成11年）3月 - 上場ゼネコン債権放棄の第1号として26の金融機関から債務免除を受け、20年間の再建計画を策定した
- 2001年（平成13年）12月 - 民事再生法を申請。上場廃止。
- 2002年（平成14年）9月 - 民事再生手続終結。髙松建設（70%）と小松建設工業（30%）が株式を引き受ける。

### あすなろ建設株式会社
- 1950年（昭和25年）9月 - 扶桑土木株式会社として設立・創業。
- 1960年（昭和35年）5月 - 小松道路建設株式会社と合併し、小松扶桑建設株式会社と称する。
- 1962年（昭和37年）11月 - 社名を小松建設工業株式会社に改称。
- 1970年（昭和45年）- 水陸両用ブルドーザ工事（下記に記載）第1号を受注。
- 1973年（昭和48年）5月 - 東京証券取引所市場第二部に株式上場。
- 1973年（昭和48年）7月 - 小松舗道株式会社を設立。
- 1974年（昭和49年）4月 - 東京証券取引所市場第一部に指定替。
- 2000年（平成12年）10月 - 株式公開買い付けにより、親会社が小松製作所から髙松建設へ異動。
- 2002年（平成14年）9月 - 青木建設の株式30%を取得。
- 2002年（平成14年）10月 - 社名をあすなろ建設株式会社に改称。あすなろ建設・髙松建設・青木建設の3社でGWA（Green Wood Alliance/3社とも社名が木に由来することから名づけられた）として企業提携。

### 青木あすなろ建設株式会社
- 2004年（平成16年）4月 - 存続会社をあすなろ建設として、あすなろ建設と青木建設が対等合併し、青木あすなろ建設株式会社となる。
- 2005年（平成17年）10月 - 支払手形を廃止。
- 2006年（平成18年）5月 - 株式取得により、防災土木工事準大手の東興建設株式会社を完全子会社とする。
- 2007年（平成19年）7月 - 中村建設株式会社（愛知県）の社員を受入及び工事を承継。
- 2008年（平成20年）9月 - みらい建設工業株式会社およびみらいジオテック株式会社を完全子会社とする。
- 2010年（平成22年）6月 - 東興建設がみらいジオテック及び大和ロック株式会社を吸収合併し、東興ジオテック株式会社に商号変更。
- 2011年（平成23年）3月 - 東日本復興事業本部を設置し、東日本大震災による災害の復旧・復興に着手。
- 2011年（平成23年）6月 - 新潟みらい建設株式会社（新潟県）を設立。
- 2012年（平成24年）5月 - アビダス（自社分譲マンション事業）第1号物件を分譲。
- 2012年（平成24年）5月 - 株式会社島田組及び株式会社アクセス（いずれも大阪府）を子会社化。
- 2013年（平成25年）8月 - 青木マリーン株式会社を株式交換により完全子会社とする[2]。
- 2017年（平成29年）11月 - 子育てサポート企業の次世代認定マーク「くるみん」を取得。
- 2019年（令和元年）9月 - 親会社の高松コンストラクショングループが株式公開買付けにより96.24%の株式を取得[3]。
- 2019年（令和元年）11月 - 東京証券取引所市場第一部上場廃止[4]。株式売渡請求により高松コンストラクショングループの完全子会社となり[5]、シナジー効果創出によるグループ全体の強化を目指すこととした。
- 2020年（令和2年）3月 - 新型コロナウイルス感染症対策室を設置。
- 2023年（令和5年）5月 - 新社屋竣工（東京都港区）。

## 歴代社長

### 青木建設
ブルドーザー工事社長
- 青木益次：1947年 - 1969年

青木建設社長
- 青木益次：1969年 - 1973年
- 青木宏悦：1973年 - 1989年
- 宮脇崇一：1989年 - 1996年
- 矢野洋一郎：1996年 - 2002年
- 市木良次：2002年 - 2004年

### 青木あすなろ建設
- 市木良次：2004年 - 2013年
- 上野康信：2013年 - 2018年
- 辻井靖：2018年 -

## 主な施工実績
- 新梅田シティ
  - ウェスティンホテル大阪
- 台場フロンティアビル
- リーガーデンビル（香港）
- 神戸布引ハーブ園
- ヒルトンカンクンビーチ&ゴルフリゾート（メキシコ）
- 福島県警察本部庁舎
- 宮城県気仙沼合同庁舎
- 国立保険医療科学院
- 伊万里有田共立病院
- 小松製作所新技術研究所
- 核融合科学研究所
- ザ・タワー・グランディア
- ビクトリアヒルズ横濱SOUTH
- 東京湾横断道路木更津人工島（海ほたる）・川崎トンネル
- 神戸淡路鳴門自動車道
  - 明石海峡大橋
  - 淡路島ハイウェイオアシス
  - 大鳴門橋
- 関西国際空港
- 成田国際空港
- 神戸ポートアイランド
- 神戸空港
- 仙台市地下鉄東西線八木山トンネル
- 東武スカイツリーライン越谷高架橋
- ロンドン地下鉄ジュビリー線（イギリス）
- 広州地下鉄一号線（中国）
- 滝里ダム
- 新宮川ダム
- 関西電力御坊第二発電所
- 関西電力大河内水力発電所
- 成田ゴルフ倶楽部
- 洛西ニュータウン
- コモアしおつ
- スカイレールタウンみどり坂
- 渋谷郵便局
- さぬきこどもの国
- 市立札幌病院
- りそな・マルハビル
- 有田ポーセリンパーク

## 水陸両用ブルドーザ
小松製作所が開発した水陸両用のブルドーザを保有している。主に水中での掘削・押土、岩盤破砕等が可能な特殊車両で、操縦者の安全確保のため無線遠隔操作で行われ、水深7mまでの操作が可能となっており、機体中央の塔のような部分は、内燃機関の煙突である。同機種はすでに生産中止されており、国内に現存するのは青木あすなろ建設が使っている5台のみとなっている。
東日本大震災による大津波で壊されてしまった港や橋を補修するために、そのうちの1台の全パーツをオーバーホールし完全復活。これら一連の活躍は、各種媒体で取り上げられ、さらに、絵本「のっぽのスイブル155」（出版：偕成社、作画：こもりまこと）にもなった。

## 主な関連会社
- みらい建設工業株式会社
- 東興ジオテック株式会社
- 青木マリーン株式会社
- 株式会社エムズ
- 株式会社島田組

## 不祥事
- 2023年3月、送水路工事の工費を水増し請求したとして2023年4月1日から15日まで東北地方での営業停止を命じられる[6]。その後さらに施工不良を隠蔽するため書類を改ざんしていたことが明らかとなった[7]。